# Thyroïdite
 Mise en garde médicale
Une thyroïdite est une inflammation de la glande thyroïde. Il en existe plusieurs sortes que l'on distingue par leurs origines et leurs effets. Selon une étude cas-témoins  récente (publication 2020), basée sur l'étude de 79 431 cas de goitre, de thyrotoxicose, d'hypothyroïdie et de thyroïdite, comparés à 1 484 257 témoins tirés des mêmes zones d'étude (utilisation élevée ou faible de pesticides), une exposition (professionnelle ou environnementale) accrue aux pesticides est associée à un risque accru de maladies thyroïdiennes. Les pesticides perturbateurs endocriniens exposent notamment à des changements dans les taux d'hormones thyroïdiennes circulantes (T3, T4) et de thyréostimuline (TSH).  

## Les différentes thyroïdites

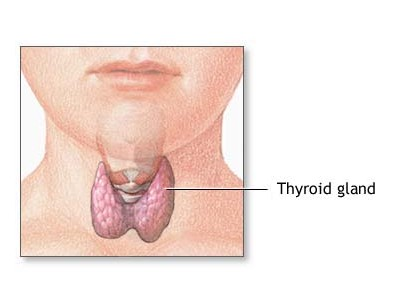
Schéma de la glande thyroïde.

### Thyroïdite deHashimoto(ou thyroïdose chronique de Hakaru)
Il s'agit d'une inflammation chronique de la glande qui provient d'un phénomène d'auto-immunité et qui touche surtout les femmes. On retrouve un goitre non douloureux mais dur. Le principal problème sera l'hypothyroïdie (qui peut n'apparaître que tardivement) que l'on combat généralement par la prise d'hormones thyroïdiennes (comprimés) afin d'apporter les hormones manquantes et de permettre la diminution du volume du goitre. Le risque de tumeur (évolution cancéreuse) n'est pas à écarter.

### Thyroïdite subaiguë dede Quervain
Il s'agit d'une inflammation de la glande thyroïde, peu courante et à prédominance féminine, probablement d'origine virale (infection ORL de type rhinopharyngite). Bénigne mais douloureuse (très vive au niveau cervical), cette maladie s'accompagne de fièvre et une augmentation de la taille de la glande. Lors de l'investigation, on constate un tableau spécifique avec une scintigraphie blanche (non fixation) et un dosage de TSH bas en début de la maladie. La maladie évolue généralement en deux phases : une première phase d’hyperthyroïdie (TSH basse, T4 augmentée) par libération des hormones thyroïdienne dans la circulation sanguine à la suite de la réaction immunitaire attaquant la glande, puis une seconde phase de retour à l'euthyroïdie ou évoluant vers l'hypothyroïdie, pouvant être passagère ou définitive. De l'aspirine et des anti-inflammatoires non stéroïdiens suffisent généralement comme traitement (cela soulage la douleur en attendant que la maladie soit guérie spontanément).

### Thyroïdite deRiedel
Maladie rare, il s'agit d'une thyroïdite chronique sclérosante sans grande gravité. La fibrose, bien que faisant parfois croire à un cancer par son étendue aux tissus proches et par la dureté de la glande, n'entraîne qu'une perte d'élasticité gênante du cou que l'on traite chirurgicalement.

### Thyroïdite dupost-partum
C'est une thyroïdite silencieuse survenant en moyenne chez 5 à 20% des femmes dans les mois suivants l'accouchement. Elle reste cependant largement sous diagnostiquée, l'asthénie caractéristique de cette maladie étant souvent ignorée de la patiente et du médecin. Elle comporte généralement une composante auto-immune, probablement conséquence de la levée de la tolérance immune gestationnelle. Son évolution suit celle d'une thyroïdite subaiguë comportant une phase initiale d'hyperthyroïdie par atteinte lymphocytaire de la glande, puis une régression spontanée vers l'euthyroïdie ou l'hypothyroïdie, celle-ci pouvant être passagère ou définitive. Le risque de récidive de thyroïdite du post-partum est généralement accru lors des grossesses suivantes.

### Autres thyroïdites
D'autres thyroïdites existent (toute inflammation de la glande thyroïde peut entrer dans cette catégorie). On peut notamment inclure la maladie de Chagas dans cette catégorie.